# Gürsel Yaprakcı
Gürsel Yaprakcı (* 5. Februar 1991 in Konya; † 31. Mai 2011 ebenda) war ein türkischer Fußballtorhüter.

## Karriere
Yaprakcı begann mit dem Vereinsfußball in der Jugend von Konya Demirspor und wechselte 2005 mit einem Profivertrag ausgestattet in die Jugend von Konya Şekerspor. Hier spielte er drei Jahre lang ausschließlich für die Jugend- bzw. Reservemannschaft. 2008 wurde er in den Profikader aufgenommen. In den ersten beiden Spielzeiten spielte er phasenweise als 1. Torhüter, verlor aber diesen Stammplatz im Saisonverlauf. Erst mit der Spielzeit 2010/11 gelang es ihm, sich als Stammtorhüter zu etablieren.

## Tod
Am 31. Mai 2011 geriet Yaprakcı in einen Streit um die Begleichung von Schulden. Während des Streits wurde er gemeinsam mit seinem Freund Ahmet Marancı erschossen. Während Yaprakcı noch vor Ort an den Folgen der Schusswunde starb, erlag Marancı wenig später im Krankenhaus seinen Verletzungen.